# Galiciuica
Galiciuica es una comuna ubicada en el distrito de Dolj, Rumania.

## Superficie
Posee una superficie de 25,68 kilómetros cuadrados.

## Demografía
Hasta 2021 la población era de 1310 habitantes, con una densidad de población de 51,01 habitantes por kilómetro cuadrado.